# Joannes II van Orange
Joannes II van Orange was bisschop van Orange (1352-1368), gelegen in het koninkrijk Arles, dat zelf deel was van het Heilige Roomse Rijk. Hij was de eerste kanselier van de universiteit van Orange.

## Levensloop
Van Joannes II is bekend dat hij tot bisschop van Orange gewijd werd onder de regering van Raymond V, prins van Orange. De eerste taak van Joannes II was orde op zaken stellen in de kanselarij van het prinsdom. Er was een twist uitgebroken tussen gehuwde en ongehuwde geestelijken over wie het ambt van notaris mocht bekleden. Joannes II besliste ten gunste van de ongehuwde geestelijken. Heel het pontificaat van Joannes II bleef in het teken van versteviging van de macht der geestelijkheid.
In mei 1365 nam Joannes II deel aan het Concilie van Apt. Apt lag ook in het koninkrijk Arles. De drie aartsbisschoppen van het koninkrijk waren aanwezig, dezen van Arles, Aix-en-Provence en Embrun samen met alle bisschoppen van hun kerkprovincies. Het concilie vond plaats van 13 mei 1365 tot 30 mei 1365; hun beslissingen werden opgehangen in de kathedraal van Apt. Vervolgens reisde het hele gevolg naar de paus in Avignon. Paus Urbanus V keurde alle beslissingen van het concilie van Apt goed. Keizer Karel IV bevond zich al in Avignon, vanaf 23 mei 1365. Joannes II en andere geestelijken van Orange, alsook notabelen van de stad Orange, vroegen de keizer om een universiteit in Orange. De keizer ondertekende de stichtingsakte van de universiteit van Orange op 4 juni 1365 in Avignon. Joannes II werd de eerste kanselier van de universiteit. Joannes II en alle andere bisschoppen volgden keizer Karel IV op zijn reis naar Arles. Daar werd Karel IV, in de kathedraal van Saint Trophime, gekroond tot koning van Arles (4 juni 1365). De formele titel was koning van Bourgondië, een van de koningskronen van het Heilige Roomse Rijk.
Joannes II stierf in 1368. De bisschopszetel bleef twee jaren vacant omdat de opvolger van Joannes II, Bertrand Pons, geen kanunnik was in het kapittel van de kathedraal van Orange. Bertrand Pons werd finaal bisschop in 1370, onder de naam Bertrandus II.